# Енсенада (Мексико)
Енсенада (шп. Ensenada) је град у Мексику у савезној држави Доња Калифорнија. Према процени из 2005. у граду је живело 260.075 становника.

## Становништво
Према подацима са пописа становништва из 2010. године, град је имао 279.765 становника.
| 1990.   | 1995.   | 2000.   | 2005.   | 2010.   |
| ------- | ------- | ------- | ------- | ------- |
| 169.426 | 192.550 | 223.492 | 260.075 | 279.765 |

## Партнерски градови
- Ла Паз
- Риверсајд
- Оушансајд